# نيكي مكري
نيكي مكري (بالإنجليزية: Nikki McCray)‏ مواليد 17 ديسمبر 1971، هي لاعبة كرة سلة أمريكية أصبحت مدربة مساعدة بعد تقاعدها. بدأت مسيرتها الاحترافية في سنة 1998. بلغ طولها 5 قدم 11 بوصة (1.8 م). شاركت في دورة الألعاب الأولمبية الصيفية سنة 1996. اعتزلت اللعب في 2006. شاركت 3 مرات في مباراة كل النجوم.

## المسيرة الاحترافية
لعبت مع واشنطن ميستيكس من سنة 1998 إلى 2001، ثم لعبت مع إنديانا فيفر في موسم 2002–2003، ثم لعبت مع فينيكس ميركوري في سنة 2004، ثم لعبت مع سان أنطونيو ستارز في سنة 2005، ثم لعبت مع شيكاغو سكاي في سنة 2006.

## الميداليات
| الميدالية | المسابقة                           |
| --------- | ---------------------------------- |
| ذهبية     | الألعاب الأولمبية الصيفية 1996     |
| ذهبية     | الألعاب الأولمبية الصيفية 2000     |
| ذهبية     | كأس العالم لكرة السلة للسيدات 1998 |

## روابط خارجية
- نيكي مكري على موقع الاتحاد الوطني لكرة السلة النسائية (الإنجليزية)
- نيكي مكري على موقع كرة السلة الأوروبية.كوم (الإنجليزية)
- نيكي مكري على موقع كلية كرة السلة في سبورتس رفرنس.كوم (الإنجليزية)
- نيكي مكري على موقع بروبوليرز (الإنجليزية)
- نيكي مكري على موقع قاعة مشاهير كرة السلة للسيدات (الإنجليزية)
- نيكي مكري على موقع سبورتس رفرنس (الإنجليزية)
- نيكي مكري على موقع كلية كرة السلة في سبورتس رفرنس.كوم (الإنجليزية)
- نيكي مكري على موقع سبورتس رفرنس (الإنجليزية)
- نيكي مكري على موقع أوليمبيديا (الإنجليزية)